# FC Traben-Trarbach
Der FC Traben-Trarbach ist ein deutscher Fußballverein mit Sitz in der rheinland-pfälzischen Stadt Traben-Trarbach innerhalb der gleichnamigen Verbandsgemeinde im Landkreis Bernkastel-Wittlich.

## Geschichte

### Zeit in der Landesliga
Der Verein stieg zur Saison 1950/51 in die zu dieser Zeit zweitklassige Landesliga Rheinland auf. In der Staffel Süd, konnte mit 25:27 Punkten dann der sechste Platz erreicht werden. Nach der nächsten Saison wurde die Landesliga aufgelöst und die drittklassige Amateurliga eingeführt. Dafür qualifizierten sich jedoch nur die ersten vier Vereine der Staffel Süd, diesen Schnitt erreichte der Verein jedoch nicht, womit er ab der nächsten Saison in der 2. Amateurliga antreten musste.

### Heutige Zeit
In der Saison 2002/03 spielte der Verein innerhalb einer SG mit einem Verein aus dem Ortsteil Bad Wildstein in der Kreisliga A Mosel, mit 24 Punkten stieg die Mannschaft am Ende der Saison jedoch über den zwölften Platz ab. Mit 55 Punkten konnte dann am Ende der Saison 2004/05 der zweite Platz eingefahren werden, womit die Mannschaft wieder zurück in die Kreisliga A aufzusteigen konnte. Mit lediglich 17 Punkten ging es als Tabellenletzte gleich in der nächsten Saison jedoch schon wieder nach unten. Erneut als Zweitplatzierte gelang dann nach der Spielzeit 2008/09 der nächste Aufstieg. Hier gelang dann mit 54 sogar auch der zweite Platz, womit man direkt weiter in die Bezirksliga aufsteigen durfte. Lange halten konnte man sich hier dann jedoch nicht, mit 26 Punkten ging es dann über den vorletzten Platz nach einer Saison gleich wieder runter. Nach ein paar Spielzeiten Zugehörigkeit zur Kreisliga A, musste man diese dann nach der Saison 2013/14 mit nur 15 Punkten jedoch wieder in Richtung Kreisliga B verlassen. Bereits in der darauffolgenden Saison platzierte man sich aber mit 57 Punkten wieder auf dem zweiten Platz und konnte nach einem ersten Platz in der Aufstiegsrunde direkt wieder in die Kreisliga A zurückkehren. In dieser konnte man sich dann wiederum bis zur Saison 2016/17 halten, wonach man wieder als Tabellenletzte absteigen musste. Hier gelingt dann aber auch sofort wieder die Meisterschaft und der Wiederaufstieg. Somit spielt die Mannschaft auch noch bis heute in der Kreisliga A.